# Bahnstation Wittighausen
Bahnstation Wittighausen, früher auch Station Wittighausen, ist ein aufgegangener Wohnplatz bei der namengebenden Haltestelle bzw. dem ehemaligen Bahnhof Wittighausen auf der Gemarkung des Ortsteils Unterwittighausen der Gemeinde Wittighausen im Main-Tauber-Kreis im fränkisch geprägten Nordosten Baden-Württembergs.

## Geographie

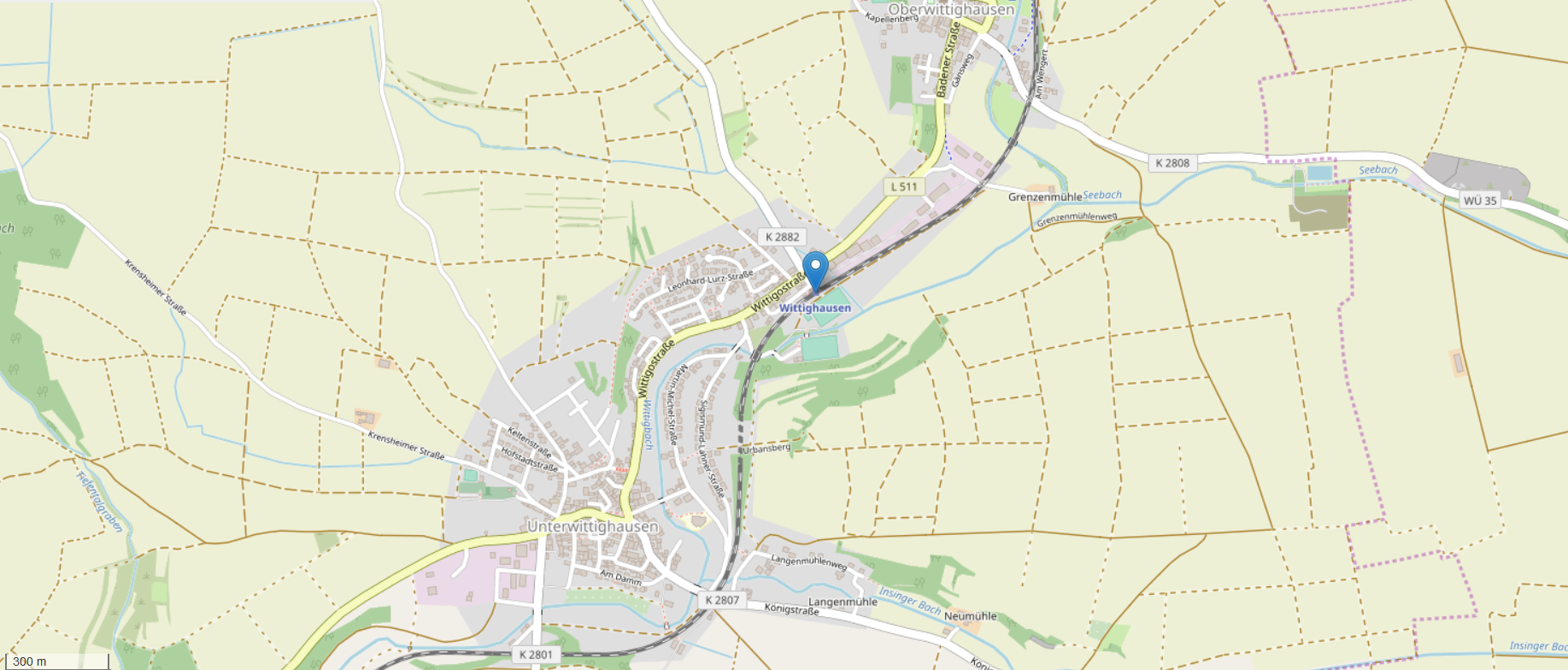
Lage des Wohnplatzes Bahnstation Wittighausen

Bahnstation Wittighausen liegt am Ortsausgang von Unterwittighausen in Richtung Oberwittighausen im Wittigbachtal. Der Wittigbach entsteht etwa 500 Meter vor dem Wohnplatz als Zusammenfluss von Schafbach und Seebach am Wohnplatz Grenzenmühle.

## Geschichte
Auf dem Messtischblatt Nr. 6325 „Wittighausen“ von 1881 war der Wohnplatz als Station Wittighausen mit drei Gebäuden sowie zwei angrenzenden Wirtshäusern verzeichnet.
Der Wohnplatz Bahnstation Wittighausen kam als Teil der ehemals selbständigen Gemeinde Unterwittighausen am 1. September 1971 zur neu gegründeten Gemeinde Wittighausen.

## Kulturdenkmale
Das Empfangsgebäude des Bahnhofs in der Bahnhofstraße 6 steht unter Denkmalschutz. Es handelt sich um einen zweigeschossigen Hauptbau mit zwei flankierenden Seitenflügeln, symmetrischer Gliederung durch Gesimse, Lisenen und profilierten Segmentbogenfenstern- und -türen. Der Hauptbau verfügt über ein Satteldach und Seitenflügel mit Walmdach. Das Empfangsgebäude wurde im Jahre 1865 samt Nebengebäude errichtet.

## Verkehr
Am Wohnplatz besteht eine Haltestelle der Frankenbahn. Der Wohnplatz Bahnstation Wittighausen liegt an der Bahnhofstraße. Diese zweigt in Unterwittighausen von der L 511 (im Ortsbereich als Wittigostraße bezeichnet) ab.